# Red Room
Red Room (с англ. — «Красная комната») — городская легенда, в которой рассказывается о скрытых сайтах в даркнете, на которых проводятся интерактивные прямые трансляции с пытками и убийствами людей, где каждый желающий может пожертвовать какую-либо сумму в криптовалюте и заказать любую пытку жертве или способ убийства. Чтобы попасть на эфир, нужно купить пропуск за определённую сумму.
Существует несколько версий происхождения данной легенды. Одна из них отсылает к одноимённому японскому фольклору об интернет-вирусе — при заражении им на экране компьютера постоянно появлялось всплывающее объявление с вопросом «Вам нравится красная комната?». По другой версии термин появился благодаря фильму Дэвида Кроненберга 1983 года «Видеодром». В фильме фигурировал телеканал, который транслировал шок-контент, в том числе пытки. Пытки транслировались в прямом эфире из комнаты, выкрашенной в красный цвет. Третья версия утверждает, что название является анаграммой слова «murder» из романа Стивена Кинга «Сияние».
Некоторые нетсталкеры уверяют, что они смогли получить доступ к красной комнате. Популярность легенды сподвигла многих мошенников наживаться на доверчивых пользователях, создавая сайты с похожим названием, где они предлагали за крупную сумму купить пропуск на трансляцию. Назначалось даже точное время и дата трансляции, однако после наступления нужного времени сайты либо исчезали, либо назначали другую дату якобы своих трансляций.
Вымышленность красных комнат подтверждает тот факт, что в даркнете невозможно осуществлять потоковую передачу видео даже в плохом качестве из-за шифрования данных. Это означает, что было бы чрезвычайно трудно (практически невозможно) вести прямую трансляцию (хотя есть вероятность, что подобные трансляции всё же совершались).

## Похожие случаи в реальной жизни

### Дело «Nth room»и «Doctor’s room»
Корейский инцидент, связанный с шантажом, сексуальным насилием (в частности, cybersex trafficking), а также созданием незаконных Telegram-каналов с контентом сексуального насилия, в том числе с участием детей в период с 2018 по 2020 год. Жертв заманивали путём выгодной сделки (в частности предлагали сняться в порнофильмах, участвовать в вебкам-трансляциях или стать моделью журнала), для чего жертвам предлагали дать свои данные о месте жительства, обучения, работы и с помощью этих данных заставляли исполнять извращённые действия, снимая это на фото и видео. В случае неповиновения жертву подвергали групповому насилию, фиксируя это на камеру, а также угрожали распространением отснятого материала среди знакомых, родственников и друзей жертвы. У данного формата было несколько подражателей, отличавшихся изощрённостью и жестокостью. Максимальная цена доступа к материалу равнялась 1200 долларам, и пользователи имели возможность заказать материал любого характера и содержания: от сексуального насилия над несовершеннолетними до копрофилии и гуро. На данный момент пострадало около 103 человек, 26 из них являются несовершеннолетними, одна из жертв покончила жизнь самоубийством. Главный подозреваемый на данный момент осуждён на 40 лет тюремного заключения.

### Питер Скалли и «Уничтожение Дейзи»
Питер Скалли — австралийский педофил-насильник, осуждённый на пожизненное заключение, создатель детской порнографии, на счёту которого около 10 детей (по другим версиям — около 75), некоторых из них он убил. Находясь на острове Минданао, он организовал и возглавил международную группу педофилов, которая демонстрировала в даркнете видеотрансляции пыток и сексуального насилия над детьми по принципу Pay-per-view. Также он активно сотрудничал с одним из администраторов сайта для педофилов. Скалли управлял секретным сайтом детской порнографии в тёмной сети, известным как «Веселье без ограничений». Пытки он проводил вместе со своими двумя сообщницами. Одна из самых шокирующих его видеозаписей известна под названием «Daisy’s destruction» и сделана в 2012 году. Видеоматериал состоял из нескольких частей и был настолько жестоким, что некоторое время факт его существования находился под сомнением. На этой записи запечатлены пытки и насилие со стороны Скалли и нескольких его филиппинских сообщников по отношению к нескольким девочкам, трём старшим из которых было 12 и 11 лет, а также над годовалым ребёнком. Видеоролик был продан за 10 000 долларов.

### Инцидент на Justin.tv
Сайт Justin.tv (ныне известен как Twitch) в 2008 году произвёл большой резонанс в СМИ после трансляции самоубийства 19-летнего Абрахама К. Биггса. Он покончил с собой во время трансляции в комнате, полной зрителей, на своём Justin.tv-канале путём приёма сверхбольшой дозы опиатов и бензодиазепинов. Известно, что Биггс также боролся с биполярным расстройством.

### Массовое убийство в Буффало
14 мая 2022 года американский неонацист Пейнтон Джендрон совершил массовое убийство в городе Буффало в штате Нью-Йорк, ведя прямую трансляцию на Twitch с помощью камеры GoPro. Убивал в основном чернокожих с помощью автомата. Стрельбу Гендрон открыл ещё на парковке, выйдя из автомобиля. На стоянке, по предварительной информации, он расстрелял четырёх человек. Затем около 14:30 по местному времени вошёл в магазин. Его попытался остановить охранник, бывший полицейский Аарон Солтер. По словам полиции, Солтер несколько раз выстрелил в нападавшего и попал Гендрону в корпус, но из-за бронежилета ранить преступника не удалось. Гендрон открыл ответный огонь и убил охранника. На счету стрелка 10 человек убитыми.

## Примечание
1. ↑  ➤ Красная Комната Даркнет - Что Это Такое. WebMyLife (18 сентября 2020). Дата обращения: 31 декабря 2021. Архивировано 1 января 2022 года.
2. ↑  5 Японских страшилок. Chiwassu (30 октября 2018). Дата обращения: 13 февраля 2022. Архивировано 13 февраля 2022 года.
3. ↑  Обзор на городскую легенду о Красной комнате. Amino Apps. Дата обращения: 23 февраля 2022. Архивировано 13 февраля 2022 года.
4. ↑  Красные комнаты: ужас даркнета. Форум социальной инженерии Lolz.guru. Дата обращения: 1 января 2022. Архивировано 1 января 2022 года.
5. ↑  Red Room — красные комнаты Даркнета (+18). DarkStack.pro (20 мая 2020). Дата обращения: 31 декабря 2021. Архивировано 1 января 2022 года.
6. ↑  «Засунь в себе гусеницу»: как сотни южнокорейских девушек попали в сексуальное рабство в Telegram. royalcheese.ru. Дата обращения: 1 января 2022. Архивировано 27 января 2021 года.
7. ↑  Защита рабынь из Кореи разделила людей. Радфем сравнили с фашизмом. medialeaks.ru. Дата обращения: 1 января 2022. Архивировано 1 января 2022 года.
8. ↑  Zarina. Дело Чо Джу Бина, владельца "Nth Room", направлено в прокуратуру + SBS раскрыли шокирующие подробности о нем. YESASIA (25 марта 2020). Дата обращения: 1 января 2022. Архивировано 1 января 2022 года.
9. ↑  C, ace Sutton, News.com.au. Infamous pedophile smiles as he gets life in prison (амер. англ.). New York Post (14 июня 2018). Дата обращения: 1 января 2022. Архивировано 17 февраля 2020 года.
10. ↑  Australian handed life sentence for human trafficking, rape in Philippines: reports. ABC News. 14 июня 2018. Архивировано 21 октября 2021. Дата обращения: 1 января 2022.
11. ↑  Abraham Biggs (англ.). Chicago Tribune (21 ноября 2008). Дата обращения: 23 февраля 2022. Архивировано 13 февраля 2022 года.
12. ↑  19-летний американец совершил онлайн-самоубийство: за его смертью наблюдали 1500 человек. Newsru.com (21 ноября 2008). Дата обращения: 13 февраля 2022. Архивировано 13 февраля 2022 года.
13. ↑  «Он — чистое зло». В США подросток-расист убил 10 человек в прямом эфире. Газета.Ru. Дата обращения: 9 июня 2022. Архивировано 4 июня 2022 года.